# Piptocephalis

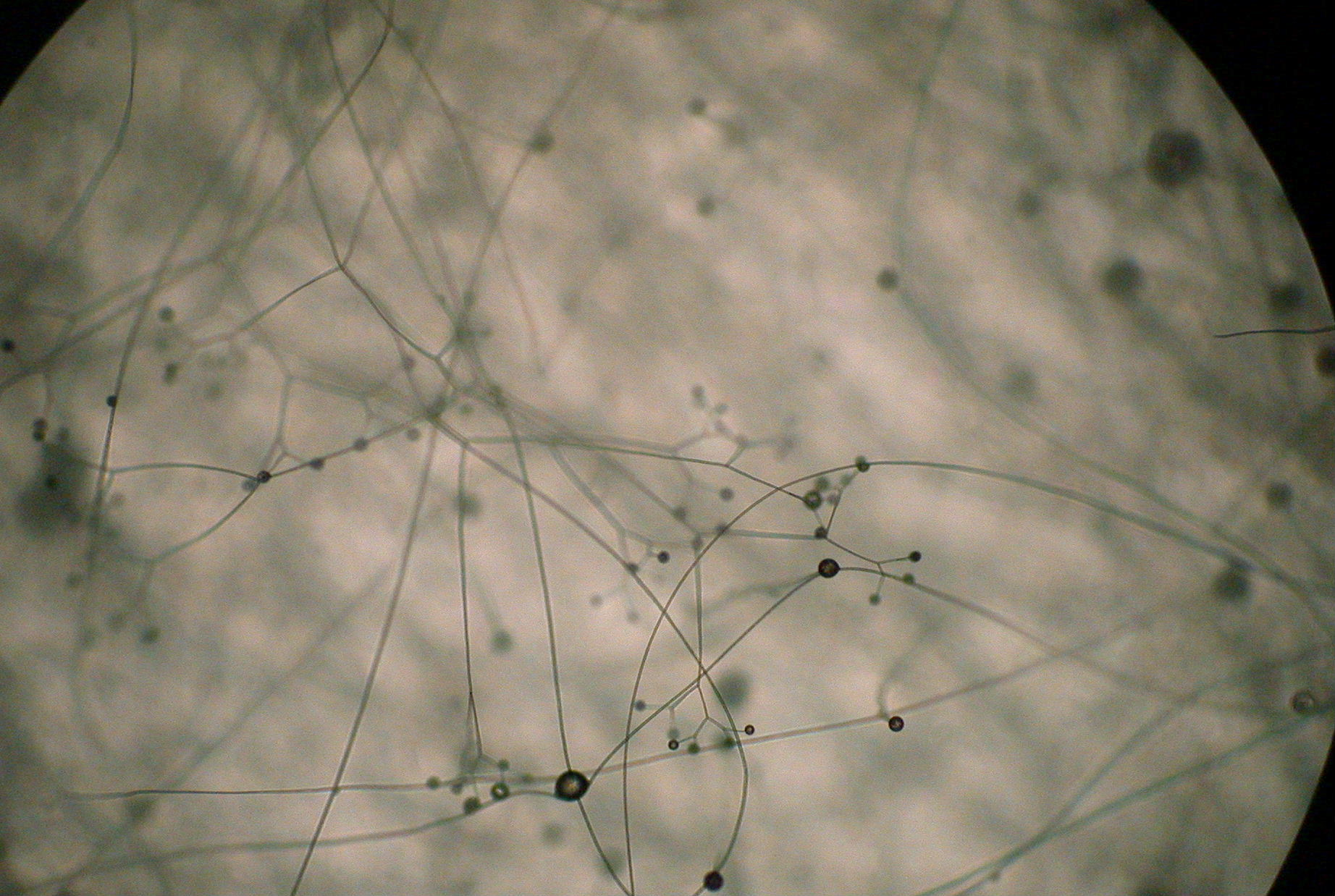
Zdjęcie mikroskopowe grzybni z merosporangiami

Piptocephalis de Bary – rodzaj grzybów z rzędu zwierzomorkowców (Zoopagales). Grzyby mikroskopijne i pasożytnicze.

## Charakterystyka
Występują głównie na odchodach gryzoni, rzadziej w glebie. Są grzybami koprofilnym i nagrzybnymi – pasożytami grzybów z rzędu Mucorales, z których pobierają pokarm za pomocą ssawek. Tworzy kilkukrotnie dichotomicznie rozgałęzione sporangiofory. Na końcowych ich rozgałęzieniach tworzą jedno lub kilkurdzeniowe merosporangia, zazwyczaj o cylindrycznym kształcie. Zarodniki o różnym kształcie, dojrzałe są uwalniane w postaci suchej lub w kropli cieczy. Zygospory, jeśli występują, są mniej więcej kuliste, z bocznymi strzępkami.
Wiesław Mułenko i in. w 2008 r. wymieniają 10 gatunków, które zostały wyizolowane w Polsce. Index Fungorum podaje ich 28. W laboratorium można je hodować na bogatym w składniki odżywcze podłożu hodowlanym, takim jak agary MEYE lub Emerson’s YpSs. Do hodowli dobrze nadaje się także płynna pożywka z drożdży Cokeromyces recurvatus.

## Systematyka i nazewnictwo
Pozycja w klasyfikacji według Index Fungorum:
Piptocephalus, Piptocephalidaceae, Zoopagales, Incertae sedis, Zoopagomycetes, Zoopagomycotina, Zoopagomycota, Fungi.
Takson ten utworzył w 1865 r. Anton de Bary.
Synonimy: Kuzuhaea R.K. Benj. Mucoricola Nieuwl.
Gatunki występujące w Polsce:
- Piptocephalis arrhiza Tiegh. & G. Le Monn. 1873
- Piptocephalis cruciata Tiegh. 1875
- Piptocephalis cylindrospora Bainier 1882
- Piptocephalis dichotomica Krzemien. & Badura 1954
- Piptocephalis freseniana de Bary 1865
- Piptocephalis fusispora Tiegh. 1875
- Piptocephalis lepidula (Marchal) Sacc. 1897
- Piptocephalis microcephala Tiegh. 1875
- Piptocephalis tieghemiana Matr. 1900
- Piptocephalis xenophila Dobbs & M.P. English 1954

Nazwy naukowe według Index Fungorum, wykaz gatunków według W. Mułenko i innych